# ولاية شناص
ولاية شناص، إحدى ولايات محافظة شمال الباطنة في منطقة الباطنة في الجزء الشمالي من سلطنة عمان . بها عدد من القلاع والحصون والأبراج الأثرية، وأهم قلاعها هي قلعة شناص التي تقع بجنب سوق شناص القديم.

## موقع ولاية شناص
تقع ولاية شناص «ثغر الباطنة» في أقصى الشمال من سهل منطقة الباطنة . يحدها من الشمال دولة الأمارات العربية المتحدة حيث تطل على أهم المنافذ البرية للسلطنة وهي مركز خطمة ملاحة ومركز الوجاجة ومركز أسود . كما يحد الولاية من جهة الجنوب ولاية لوى ومن الشرق بحر عُمان ومن الغرب ولاية محضة . وتبلغ مساحة ولاية شناص 2800كم2 وتبعد ولاية شناص عن محافظة مسقط بنحو 305 كيلومتر.

## إحصائيات السكان
يقدر عدد سكان ولاية شناص ب 52,975 ألف عماني و 14,635 ألف وافد حسب الكتاب الإحصائي السنوي لسنة 2015 الصادر من المركز الوطني للإحصاء والمعلومات بسلطنة عمان .

## الحصون
- حصن شناص
- حصن رسة الملح
- حصن خضراوين
- حصن عجيب
- حصن الأسرار :(لم يبق منه إلا القليل).
- حصن أسود

كذلك يوجد بعض الحصون في أودية الولاية منها: حصن الدار بوادي رجماء
يقدر عدد الأبراج الأثرية بولاية شناص بحوالي 35 برج أهمها
- برج المربع
- برج أسود
- برج العقر (لم يبقى منه إلا القليل)
- برج المرير ( يقع بالقرب من الشاطئ)

ومن المعالم السياحية الأخرى بالولاية، حديقة شناص ومنتزة شجر القرم الكثيفة على خور البحر والتي تحظى باهتمام البلدية والسلطات المحلية مما يجعلها منتزه سياحي جميل. وذلك بالإضافة إلى معالم أخرى مثل وادي فيض ووادي حميراء.

## أسواق ولاية شناص
- سوق الولاية والواقع في مركز ولاية شناص
- سوق الولاية القديم والواقع بالقرب من الحصن في مركز الولاية
- سوق العقر الواقع في بلدة العقر وتكثر به المطاعم والمحلات الخدمية الجديدة لوجودة على مفترق الطرق
- سوق الأسرار
- سوق سور بني خزيمة (يقام حاليا).

## الأنشطة الإقتصادية في الولاية
- النشاط الزراعي :

نظراً لمساحة ولاية شناص الممتدة ما بين أراضي وشواطئ ساحلية وتلال وأراضي منبسطة وسهول وجبال، وتضاريسها المتباينة فقد كانت هناك أنشطة اقتصادية حرفية هامة يعمل بها سكان الولاية ولعل من أهمها الزراعة حيث استغلت الأراضي المنبسطة.
والسهول وهضاب الأودية لزراعة الكثير من المزروعات الموسمية كالبطيخ والشمام والطماطم وكافة أنواع الخضار . وقد اشتهرت الولاية أيضاً بزراعة الحمضيات وعلى وجه الخصوص الليمون العماني الذي كان يصدر إلى العديد من الدول الشقيقة والصديقة
مشكلا دخلا وعائداً مالياً مجزياً للمزارعين والتجار .
- النشاط البحري:

كما ارتبط اسم ولاية شناص ارتباطا وثيقا بالبحر، فالبحر مصدر الدخل لكثير من السكان ليس في الوقت الراهن فحسب بل من القدم . فقد استخدم سكان الولاية البحر في تنقلاتهم بين دولة وأخرى وفي نقل بضائعهم واحتياجاتهم وأصبحت لهم علاقات تجارية.
مع كثير من دول العالم وبخاصة بومباي وزنجبار وممباسة والبصرة والكويت وماليزيا . لقد كانت التجارة المتبادلة في تلك الفترة هي عبارة عن تصدير منتجات الولاية من التمور والليمون وسعف النخيل والصناعات الحرفية وتستورد في المقابل الأخشاب والتمور ، والكيروسين والملح والبهارات .
وقد لمعت في فترات مختلفة من العصور الماضية أسماء كثير من التجار المحليين وأسماء مراكبهم وأصبحوا معروفين على مستوى العديد من الدول ولعل من الشواهد الحية على تلك الحقبة بقايا المراكب الموجودة الآن على الشواطئ والتي لم يبق منها إلا النزر اليسير في حين كانت في الماضي تجوب عباب البحار وترفع سواريها في موانئ المنطقة حاملة بين جنباتها أبناء هذه الولاية .
ومع أن صناعة المراكب لم تكن من بين الصناعات الموجودة في الولاية إلا أن صيانة المراكب الكبيرة وصناعة المراكب العادية أخذت تزدهر في الولاية في تلك الفترة نظراً لحاجة التجار لهذه الصناعات وكثرة السفن التجارية .
- الأنشطة الاقتصادية الأخرى :

النشاط التجاري في ولاية شناص نشط وواعد وينمو يوما بعد يوم، كما تقوم المؤسسات المحلية بدور كبير في تنشيط الحركة الاقتصادية في الولاية حيث تكثر المحلات التجارية المختلفة ويوجد بالولاية فروع لعدد من البنوك العاملة في الدولة مثل بنك عُمان الدولي، والبنك الوطني العماني وبنك مسقط وبنك ظفار وبنك صحار .

## من أهم القرى الموجودة في ولاية شناص
أسرار بني سعد - سور العبري - خطمة ملاحة - مرير المطاريش - مرير الدرامكة - أبو بقرة - خضراوين - البليدة - السيفية -أسود - طميت - عجيب -العقر - شناص - العماني - الطريف - الوديات - سور البلوش - سور المزاريع - المرة - سور بن خزيمة - وغيرها من القرى .

## صور من ولاية شناص

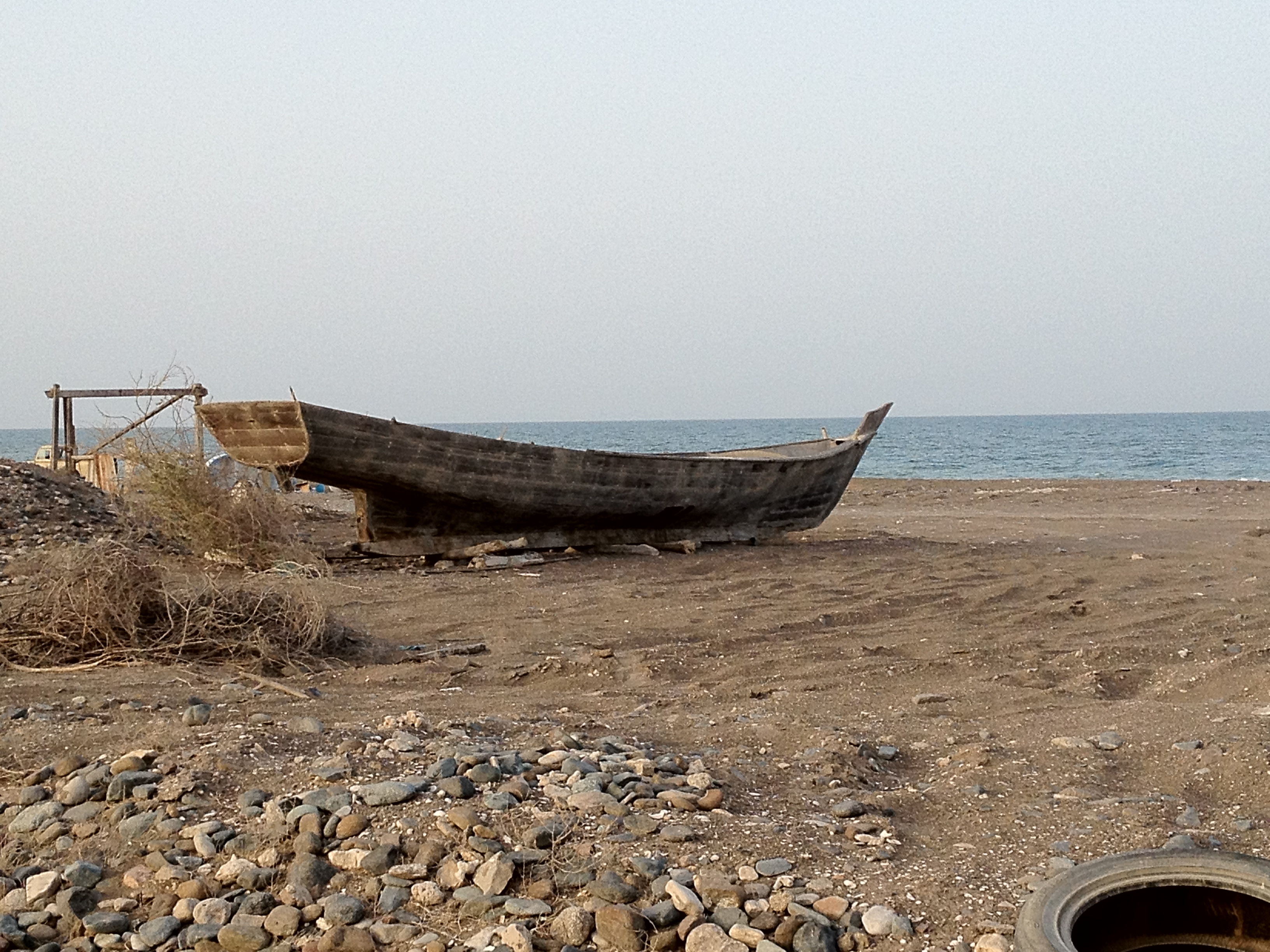
Shinas

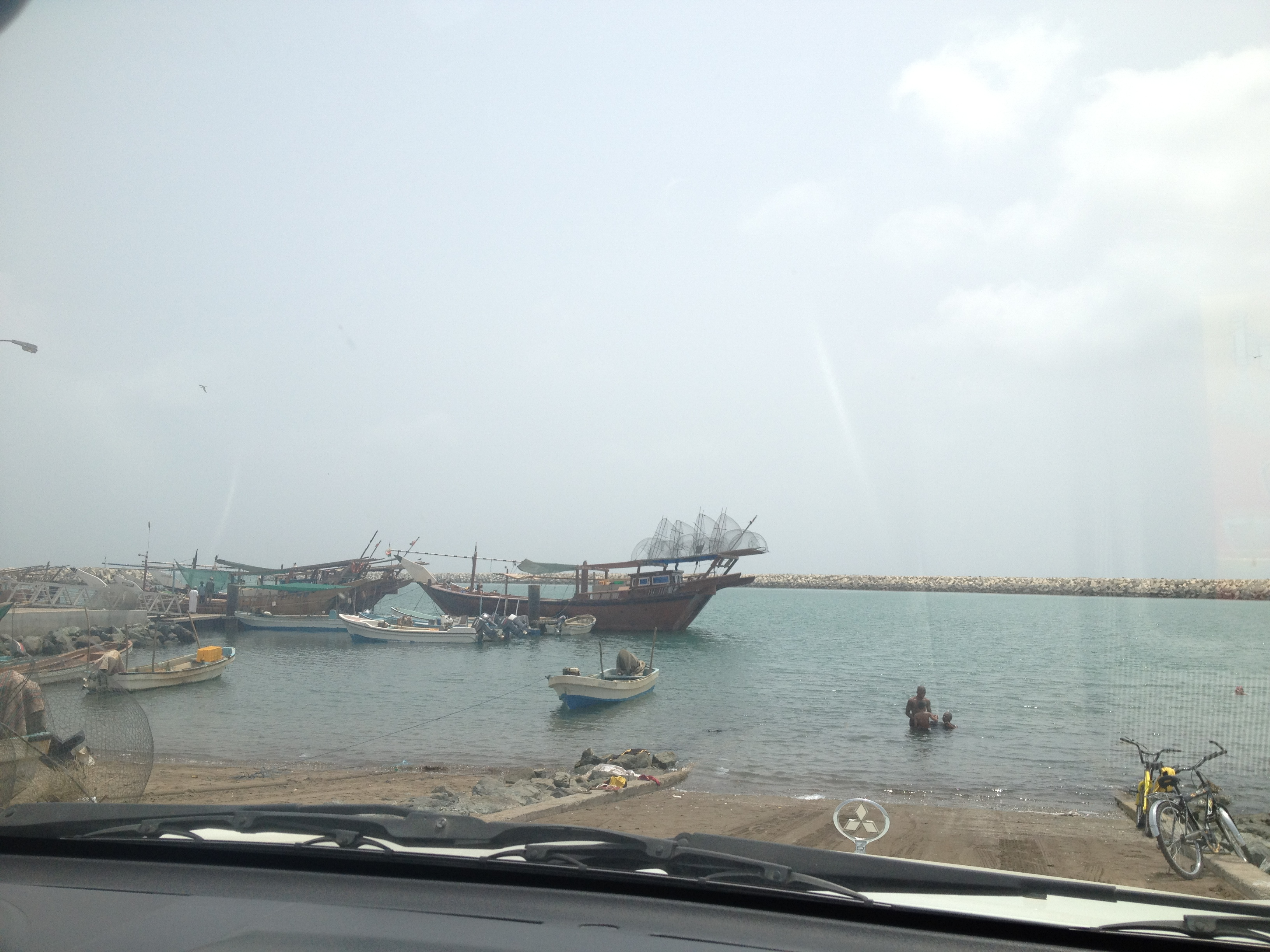
Shinas Port

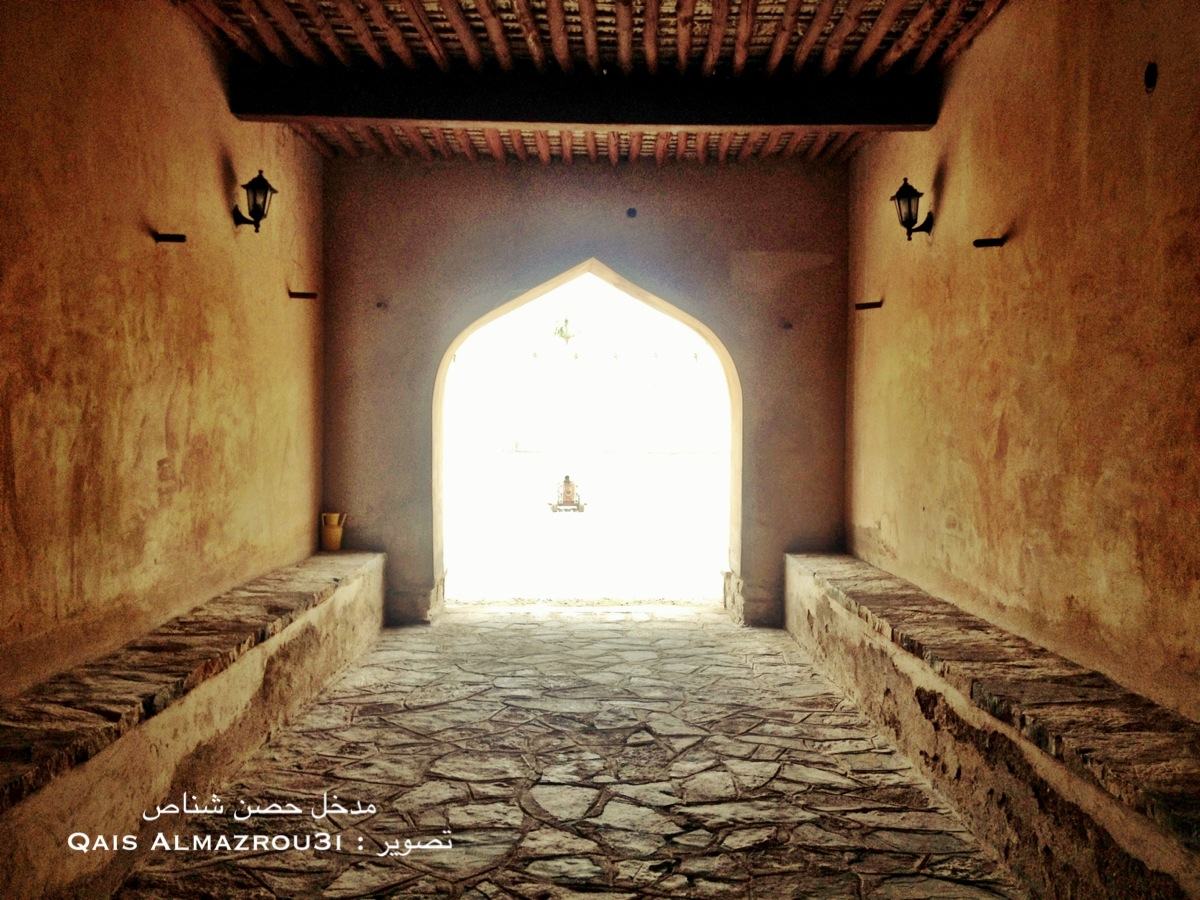
مدخل حصن شناص

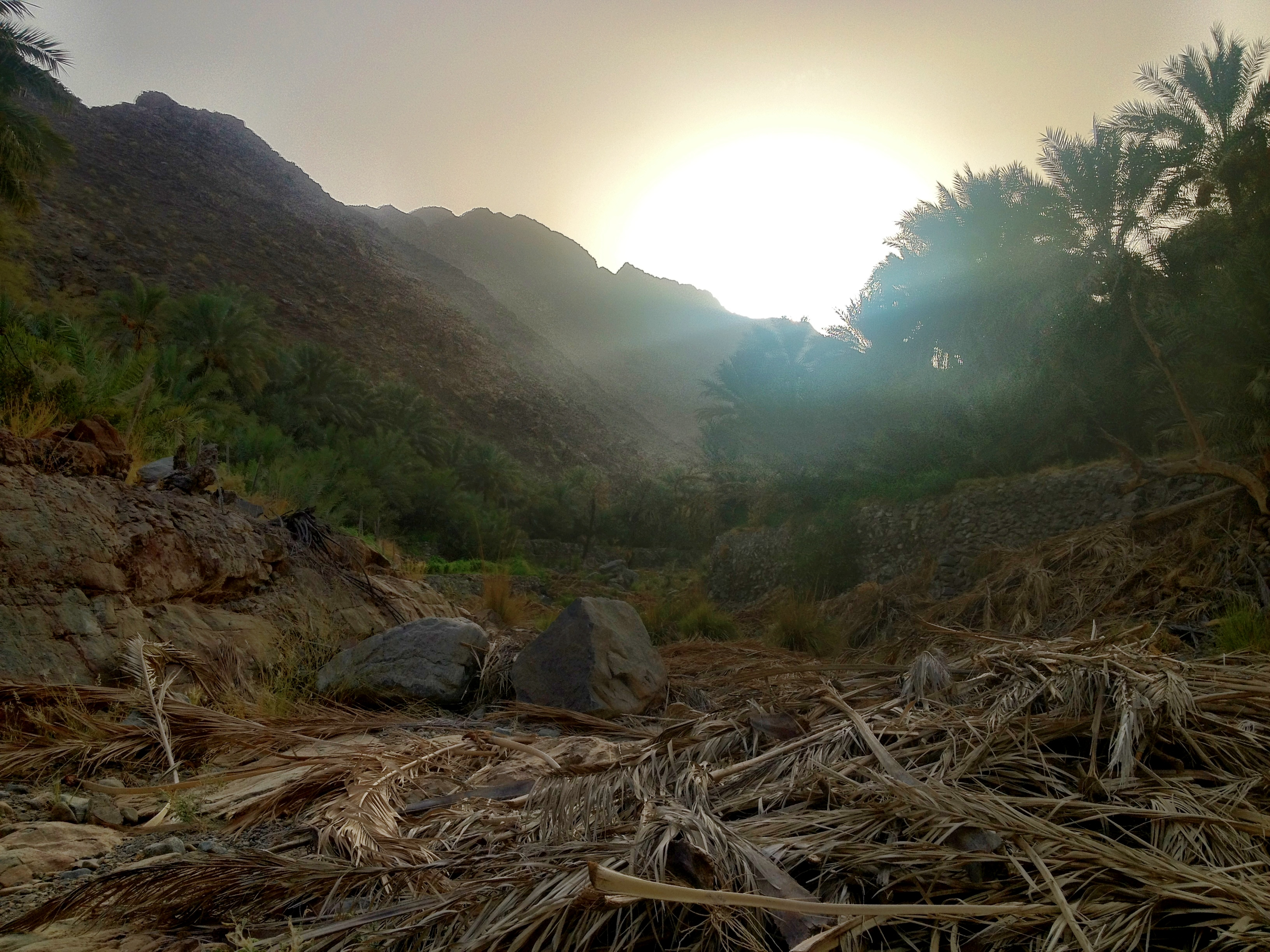
منظر من وادي فيض

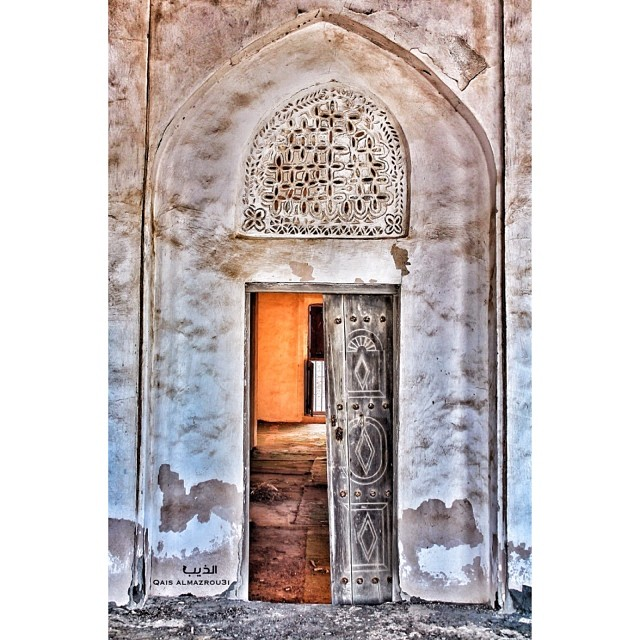
باب مسجد قديم في بلدة ابوبقرة

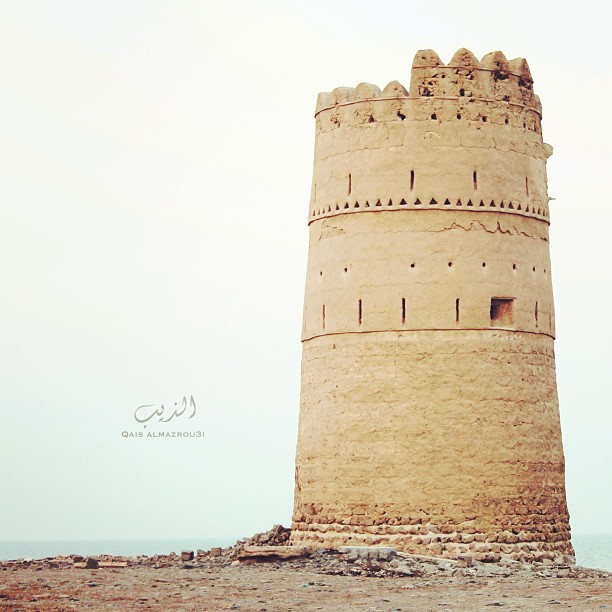
احد الابراج القديمة في بلدة المرير بالقرب من الشاطى

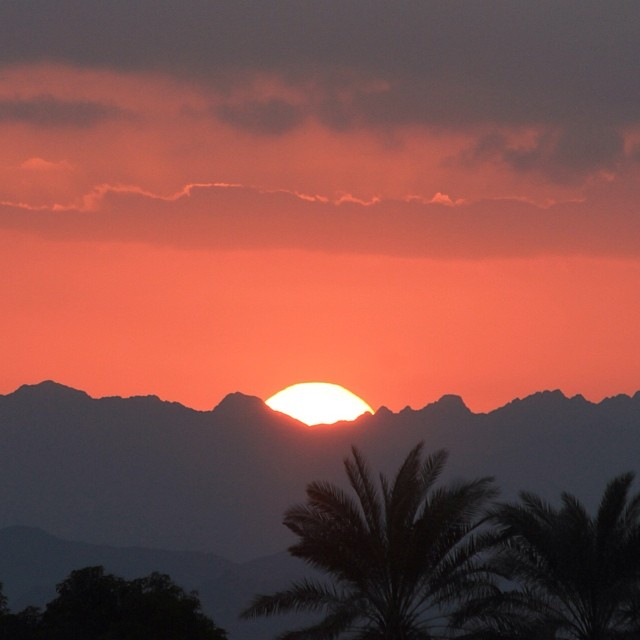
غروب الشمس في جبال شناص

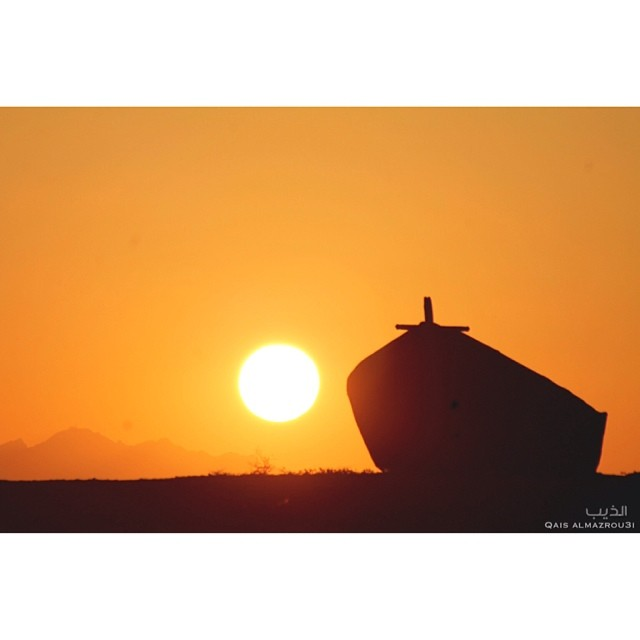
غروب الشمس من شواطى بلدة المرير

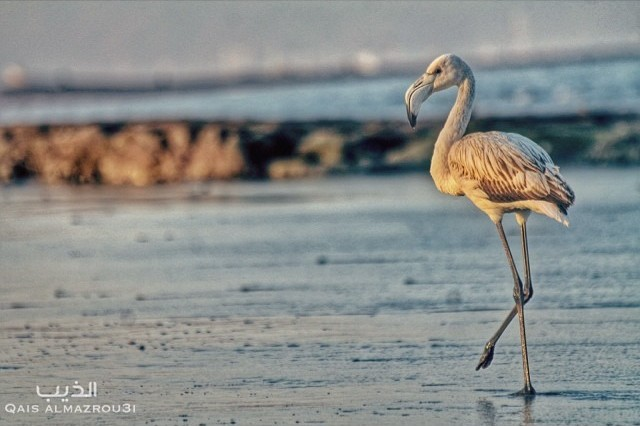
طائر مالك الحزين في شواطى شناص